# Segona carta als Tessalonicencs
La Segona carta als Tessalonicencs és un dels llibres del Nou Testament de la Bíblia Cristiana. Es tracta d'una carta tradicionalment atribuïda a Pau de Tars a la comunitat cristiana de Tessalònica.
Si es dona per bona l'autoria paulina, probablement hauria estat escrita a Corint l'any 53, pocs mesos després que Pau escrivís la Primera carta als Tessalonicencs. Aparentment la primera carta havia estat malinterpretada, especialment respecte a la parusia (segona vinguda de Crist): els tessalonicencs havien entès que el retorn de Jesús era imminent, i Pau puntualitza aquest aspecte a 2Te 2:1-12.

## Autoria
Així com hi ha consens entre els estudiosos de la Bíblia al determinar l'autenticitat de la primera carta als tessalonicencs, hi ha divisió d'opinions respecte a la segona epístola.
Entre els arguments a favor de l'autoria paulina hi ha el gran nombre de referències a la carta entre els autors cristians primerencs: està inclosa al cànon de Marció i al fragment Muratorià, i és citada per Ireneu, Ignasi, Justí i Policarp. Que només cinc dècades després de la seva autoria no es qüestionés (tampoc pels destinataris tessalonicencs) dona crèdit a la tesi que va ser escrita per Pau. L'aparent disparitat estilística amb 1 Tessalonicencs es podria atribuir a la diferent estructura de les cartes.
Els que neguen l'autoria de Pau remarquen aquestes diferències, i atribueixen les puntualitzacions a la primera carta com una actualització posterior de la tesi original. Hi ha, però, diversitat d'opinió entre els crítics sobre la data real d'escriptura. Alguns apunten que l'autor podria ser un deixeble de Pau que, tot imitant l'estil del seu mestre, hauria actualitzat el missatge de la primera carta amb el pensament de Pau abans de morir.